# Enjoy Yourself Tour
Az Enjoy Yourself Tour volt Kylie Minogue első olyan fellépése, ahol zenekar is kísérte. A koncert 2. órán át tartott, és egyaránt szerepeltek benne a debütáló album dalai, valamint a 2. nagylemez dalai is, illetve Kylie előadta a The Jacksons féle "ABC" című dalt, és a Beatles "Blame It on the Boogie" címűt is. Kylie a show alatt 3 alkalommal öltözött át. A turné Ausztráliában és Európában is zajlott, ahol Kylie előadta a következő albumról a Better the Devil You Know című dalt is.

## Turné dátumok
| Dátum             | Város       | Ország        | Helyszín                                  |
| ----------------- | ----------- | ------------- | ----------------------------------------- |
| Ausztrália        |             |               |                                           |
| 1990. február 3.  | Brisbane    | Ausztrália    | Entertainment Centre                      |
| 1990. február 5.  | Sydney      | Ausztrália    | Entertainment Centre                      |
| 1990. február 9.  | Melbourne   | Ausztrália    | National Tennis Centre                    |
| Európa            |             |               |                                           |
| Dátum             | Város       | Ország        | Helyszín                                  |
| 1990. április 17. | Birmingham  | Anglia        | National Exhibition Centre                |
| 1990. április 18. | Birmingham  | Anglia        | National Exhibition Centre                |
| 1990. április 19. | Birmingham  | Anglia        | National Exhibition Centre                |
| 1990. április 21. | London      | Anglia        | London Arena                              |
| 1990. április 22. | London      | Anglia        | London Arena                              |
| 1990. április 23. | London      | Anglia        | London Arena                              |
| 1990. április 25. | Belfast     | Írország      | Kings Hall                                |
| 1990. április 27. | Dublin      | Írország      | RDS Hall                                  |
| 1990. április 28. | Dublin      | Írország      | RDS Hall                                  |
| 1990. április 29. | Dublin      | Írország      | RDS Hall                                  |
| 1990. május 2.    | Whitley Bay | Anglia        | Ice Rink                                  |
| 1990. május 8.    | Párizs      | Franciaország | The Zenith                                |
| 1990. május 12.   | Brüsszel    | Belgium       | Forest National                           |
| 1990. május 14.   | Glasgow     | Skócia        | Scottish Exhibition and Conference Centre |
| 1990. május 17.   | Aberdeen    | Skócia        | Exhibition Centre                         |
| 1990. május 17.   | Birmingham  | Anglia        | National Exhibition Centre                |
| 1990. május 18.   | London      | Anglia        | Wembley Arena                             |
| 1990. május 24.   | Kaulung     | Hongkong      | Hong Kong Coliseum                        |
| 1990. május 26.   | Bangkok     | Thaiföld      | Coliseum                                  |

## A koncerten elhangzott dalok
- "The Loco-Motion" (French Kiss Mix)
- "Got to Be Certain"
- "Hand on Your Heart"
- "Look My Way" / "Chick on the Side"
- "Love at First Sight" (Az 1. albumon lévő)
- "Made in Heaven" (Heaven Scent 12' Mix)

(ruhaváltás)
- "My Girl" (Acapella version)
- "Tears on My Pillow" (Acapella version)
- "I Should Be So Lucky" (Extended Mix)
- "I Miss You"
- "Nothing to Lose" / "Blame It on the Boogie" / "ABC"
- "Tell Tale Signs"

(ruhaváltás)
- "Je Ne Sais Pas Pourquoi"
- "Never Too Late"
- "Wouldn’t Change a Thing"
- "Dance to the Music"
- "Better the Devil You Know" (Anglia & Európacsak a koncerten)
- "Enjoy Yourself"